# Kobbe

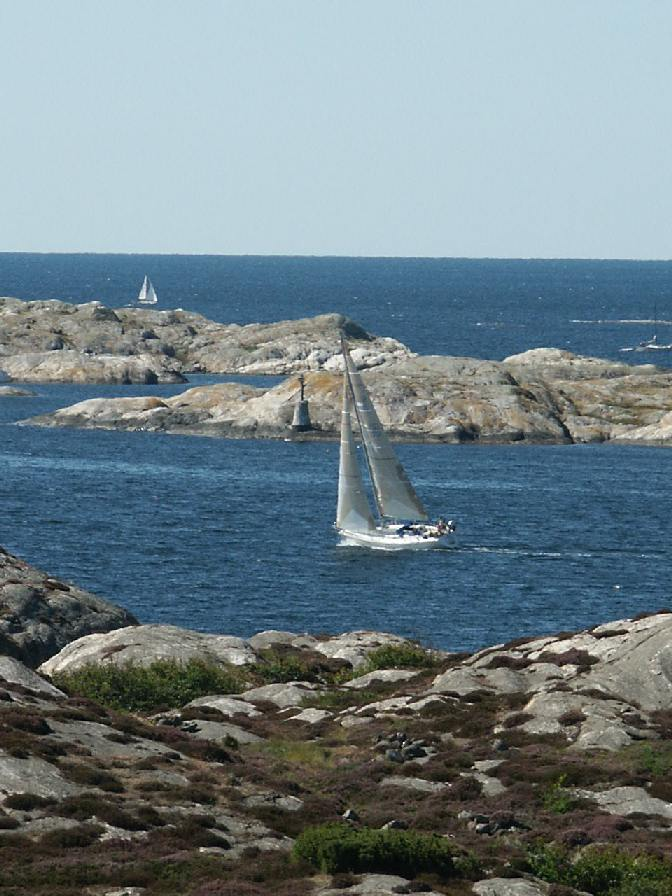
Kobbe med kummel (sjömärke)

En kobbe (eller kobba) är en liten, låg, rundad ö av berg i en skärgård. Kobbar har vanligtvis ingen eller mycket knapp växtlighet. Kobbar i Finlands Skärgårdshav är ofta ganska stora och höga.

## Etymologi
Ordet kobbe i dess nuvarande betydelse är belagt först år 1853. Tidigare fanns ordet i betydelsen flöte, eka eller säl.
Finländska skärgårdsnamn med ändelse -kobbe och -kobba innehåller det i dialekterna levande kobba, kubba eller kobbe för ’kal bergklack i havet’. Orterna förefaller att ha varit lite högre och brantare än andra grund. På vissa håll har ”kobborna” varit större än ”kobbarna”.

## Lista över kända kobbar

### Finland
Sammanlagt något över 1300 grund bär namn på -kobba eller -kobbe i Finlands Skärgårdshav.

#### Mest frekventa namn[2]
- Svartkobben, Svartkobb, Svartkobbarna (35 stycken)
- Ljuskobben
- Måskobben, Måsklobbarna
- Rönnkobben
- Skötkobben
- Utterkobben, Utterklobb, Utterkobbarna

### Sverige
- Fläsklösen, i sjö i Östergötland
- Hojskär, Gotlands län